# Баштанівка (Білгород-Дністровський район)
Башта́нівка (до 1947 — Бакчалія, рум. Baccialia) — село Татарбунарської міської громади Білгород-Дністровського району Одеської області України. Населення становить 932 особи.

## Історія
7 жовтня 2023 поблизу села було встановлено рекорд – найбільша кількість плодів томатів для переробки на одному кущі 188 плодів вагою 8 з половиною кілограмів.

## Населення
Згідно з переписом УРСР 1989 року чисельність наявного населення села становила 924 особи, з яких 442 чоловіки та 482 жінки.
За переписом населення України 2001 року в селі мешкало 919 осіб.

### Мова
Розподіл населення за рідною мовою за даними перепису 2001 року:
| Мова       | Відсоток |
| ---------- | -------- |
| українська | 79,08 %  |
| молдовська | 13,41 %  |
| російська  | 4,29 %   |
| болгарська | 2,68 %   |
| циганська  | 0,54 %   |